# Castell de Conat
El Castell de Conat és una antiga fortificació medieval del poble de Conat, de la comuna del mateix nom, a la comarca del Conflent (Catalunya del Nord).
És situat al capdamunt del poble, al nord-oest del centre, al capdamunt del turó en el vessant del qual s'estén el poble.

## Història
El poble de Conat, juntament amb els seus senyors, és esmentat des de darreries del segle XI: vers el 1082 és esmentat el lloc de Connad, i el 1090 Gausfred de Conat signa com a testimoni en una donació de Mosset al monestir de Santa Maria de la Grassa. Als segles xi i xii, Conat, juntament amb Sautó, apareix en mans d'una família anomenada alternativament de Conat i de Sautó, que retia homenatge als comtes de Cerdanya i alhora als comtes-reis. Fins a Alfons I, vers l'any 1190, es mantingué aquesta situació.
El 1168 ja consta el Castell de Conat, juntament amb el de Paracolls. La família que en tenia el domini acabà extingint-se; l'últim testimoni de la seva existència és Esclarmonda de Conat, muller de Ramon d'Urtx. A la segona meitat del segle xiii n'eren senyors els Santacoloma, de la Fenolleda, i el 1280 consta la venda del lloc i castell de Conat a Ramon de Fullà. El segle xiv consta la baronia de la Vall de Conat: vallis de Conato, el 1308, composta per una dotzena de llocs de la vall, la majoria actualment desapareguts.
Vers el 1344 Conat esdevé castell reial. Es coneixen almenys dos castellans, en nom de Pere el Cerimoniós: Bernat d'Illa i Pere Paraire. A finals del segle xv consta com a senyor de Conat, Molig, Campome, Paracolls i Coma Miquel de Cardona, i el 1494 ho eren Joan de Pau i la seva muller Elionor de Rocafort. Més tard, al llarg de l'edat moderna, la Vall de Conat passa diverses vegades de mans: Galceran de Cruïlles i de Santapau el segle xvi, Jaume Alemany de Bellpuig posteriorment, després d'un litigi amb l'anterior, Gabriel de Llupià ja al XVII, etc. En el moment de la fi de l'Antic Règim era senyor de la Vall de Conat Pau d'Ortafà, que s'exilià amb la Revolució Francesa.

## Les restes del castell
El Castell de Conat, força ampli i complex, s'estructurava en tres nivells dalt del cim del turó que corona pel nord-oest el poble de Conat. En el sector més alt hi ha les restes de la torre de l'homenatge, la planta baixa de la qual va ser reconstruïda vers el 1995. Feia uns 7,5 metres de costat, i es conserva fins a 4 metres d'alçada. A prop hi ha restes d'una altra edificació, i a l'angle nord-est, la capella de Santa Magdalena.